# Municipio de Dowell
El municipio de Dowell (en inglés: Dowell Township) es un municipio ubicado en el condado de Lawrence en el estado estadounidense de Arkansas. En el año 2010 tenía una población de 291 habitantes y una densidad poblacional de 3,59 personas por km².

## Geografía
El municipio de Dowell se encuentra ubicado en las coordenadas 35°55′20″N 90°55′42″O / 35.92222, -90.92833. Según la Oficina del Censo de los Estados Unidos, el municipio tiene una superficie total de 80.96 km², de la cual 80,96 km² corresponden a tierra firme y (0 %) 0 km² es agua.

## Demografía
Según el censo de 2010, había 291 personas residiendo en el municipio de Dowell. La densidad de población era de 3,59 hab./km². De los 291 habitantes, el municipio de Dowell estaba compuesto por el 98,28 % blancos, el 0,34 % eran amerindios y el 1,37 % eran de una mezcla de razas. Del total de la población el 0 % eran hispanos o latinos de cualquier raza.